# Región de Aysén
Die Región de Aysén (veraltet bis 2008 auch Región de Aisén), amtlich Región de Aysén del General Carlos Ibáñez del Campo (als XI. Region bezeichnet), ist eine Verwaltungseinheit im Süden der Republik Chile. Die Hauptstadt der Region ist Coyhaique. Auf einer Fläche von 108.494 km² leben 103.158 Einwohner (Stand: Volkszählung 2017), die sich zu knapp 80 % auf wenige urbane Zentren konzentrieren.

## Geographie
Die Region unterteilt sich in 4 Provinzen mit 10 Gemeinden (Comunas):
| Provinz         | Hauptstadt   | Fläche       | Einwohner (2012) | Gemeinden (Comunas) |
| --------------- | ------------ | ------------ | ---------------- | ------------------- |
| Coyhaique       | Coyhaique    | 12.942,5 km² | 54.575           | 2                   |
| Aysén           | Puerto Aysén | 46.588,8 km² | 28.858           | 3                   |
| Capitán Prat    | Cochrane     | 37.043,6 km² | 4.003            | 3                   |
| General Carrera | Chile Chico  | 11.919,5 km² | 6.835            | 2                   |

Städte und wichtige Orte von Nord nach Süd (Einwohnerzahlen laut Zensus 2002):
- Melinka (Comuna Guaitecas), 1.411 Einwohner
- Puerto Cisnes (Comuna Cisnes), 2.507 Einwohner
- Villa Mañihuales (Comuna Aysén), 1.401 Einwohner
- Puerto Aysén (Comuna Aysén), 16.936 Einwohner
- Puerto Chacabuco (Comuna Aysén), 1.243 Einwohner
- Coyhaique (Comuna Coyhaique), 44.850 Einwohner
- Chile Chico (Comuna Chile Chico), 3.042 Einwohner
- Cochrane (Comuna Cochrane), 2.217 Einwohner

Die Region Aysén ist von riesigen vergletscherten Gebieten, Fjorden und zahllosen Inseln durchzogen. Die Gletschergebiete des Campo de Hielo Norte und des Campo de Hielo Sur bedecken riesige Flächen der Region. Diese Gebiete beginnen etwa auf Höhe von Chile Chico im Westen.
Auf Höhe des Río Baker bzw. Baker-Kanals beginnt bereits die Eisdrift, die von der Antarktis Eis an die Westküste Patagoniens drückt. Weit im Westen liegen die große Halbinsel Taitao und die Inseln des Chonos-Archipels. Diese Gegend besitzt mehrere große Nationalparks.
Im Osten liegt der größte See Chiles, der Lago General Carrera mit einer Fläche von rund 2.200 km². Der See liegt teilweise auf argentinischem Gebiet.
Aktive Vulkane, wie der Cerro Hudson, überzogen z. B. die Gegend um Puerto Ingeniero Ibáñez mit starken Ascheregen in jüngster Zeit.
Das Klima ist in den südlichen Bereichen von Aysén bereits sehr kühl mit Wintern um −20 °C. Angenehmeres Klima herrscht um den Lago General Carrera. Chile Chico wird auch „Ciudad del Sol“ genannt.

## Geschichte

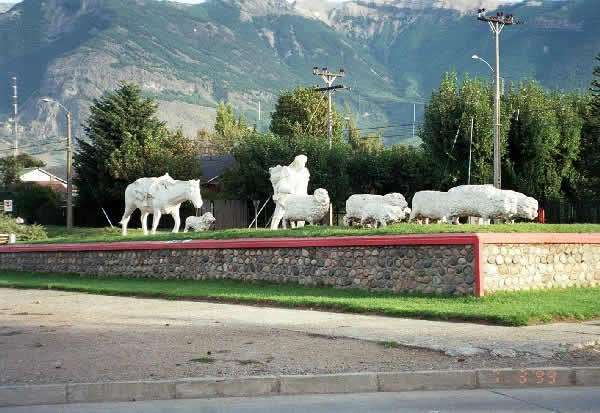
Coyhaique, Hauptstadt der Region Aysén, Monument der Schäfer

Vor der Besiedlung durch Kolonisten lebte das Volk der Kawesqar oder Alakalufen in der Region. 1553 erreichte Francisco de Ulloa im Auftrag von Pedro de Valdivia erstmals die Halbinsel Taitao. 1766/67 unternahm der Jesuiten-Pater José García Alsué eine viermonatige Missionsreise durch die westpatagonischen Inseln und berichtete unter anderem von einem Fluss, den er Estero Aysén nannte.
Um 1899 erforschte und kartografierte der deutsche Geograf Hans Steffen West-Patagonien. Die Grenze zu Argentinien blieb lange umstritten, bis der britische König Eduard VII. die offizielle chilenisch-argentinische Grenze am 20. November 1902 festsetzte. Danach begann die allmähliche Besiedlung der Region. Die Städte bildeten sich offiziell erst ab ca. 1925
Die Fernstraße Carretera Austral ließ der chilenische Diktator Augusto Pinochet von 1976 bis 1997 bauen. Sie führt von Puerto Montt bis Villa O’Higgins.
1991 brach 100 km nordwestlich von Chile Chico der Vulkan Cerro Hudson aus. Dies war einer der größten Vulkanausbrüche im letzten Jahrhundert. Viele Städte der Gegend wurden von Ascheregen überzogen.

## Verwaltungsgliederung
| \| Provinz \| Verwaltungszentrum \| Kommune \| Einwohner (2012)[8] \| \| --------------- \| ------------------ \| ----------------- \| ------------------- \| \| Aysén \| Puerto Aysén \| 1 Aysén \| 22.421 \| \| Aysén \| Puerto Aysén \| 2 Cisnes \| 4.964 \| \| Aysén \| Puerto Aysén \| 3 Guaitecas \| 1.473 \| \| Capitán Prat \| Cochrane \| 4 Cochrane \| 2.976 \| \| Capitán Prat \| Cochrane \| 5 Villa O’Higgins \| 540 \| \| Capitán Prat \| Cochrane \| 6 Tortel \| 487 \| \| Coyhaique \| Coyhaique \| 7 Coyhaique \| 53.715 \| \| Coyhaique \| Coyhaique \| 8 Lago Verde \| 860 \| \| General Carrera \| Chile Chico \| 9 Río Ibáñez \| 2.208 \| \| General Carrera \| Chile Chico \| 10 Chile Chico \| 4.627 \| |                    |                   |                  |
| Provinz | Verwaltungszentrum | Kommune           | Einwohner (2012) |
| Aysén | Puerto Aysén       | 1 Aysén           | 22.421           |
| Aysén | Puerto Aysén       | 2 Cisnes          | 4.964            |
| Aysén | Puerto Aysén       | 3 Guaitecas       | 1.473            |
| Capitán Prat | Cochrane           | 4 Cochrane        | 2.976            |
| Capitán Prat | Cochrane           | 5 Villa O’Higgins | 540              |
| Capitán Prat | Cochrane           | 6 Tortel          | 487              |
| Coyhaique | Coyhaique          | 7 Coyhaique       | 53.715           |
| Coyhaique | Coyhaique          | 8 Lago Verde      | 860              |
| General Carrera | Chile Chico        | 9 Río Ibáñez      | 2.208            |
| General Carrera | Chile Chico        | 10 Chile Chico    | 4.627            |

## Tourismus
Die Region Aysén besitzt eine ganze Reihe von Nationalparks, sowie diverse nationale Reservate, die beliebte Touristenziele sind.
- Nationalpark Bernardo O’Higgins, größter Nationalpark Chiles
- Nationalpark Isla Guamblin
- Nationalpark Isla Magdalena
- Nationalpark Laguna San Rafael
- Reserva Nacional Katalalixar
- Reserva Nacional Las Guaitecas
- Reserva Nacional Río Simpson

Hauptziele sind der Touristen Gletschertouren und der Lago General Carrera. Daneben sind Angeltouren, Trekking und Bergtouren sehr beliebt.

## Wirtschaft

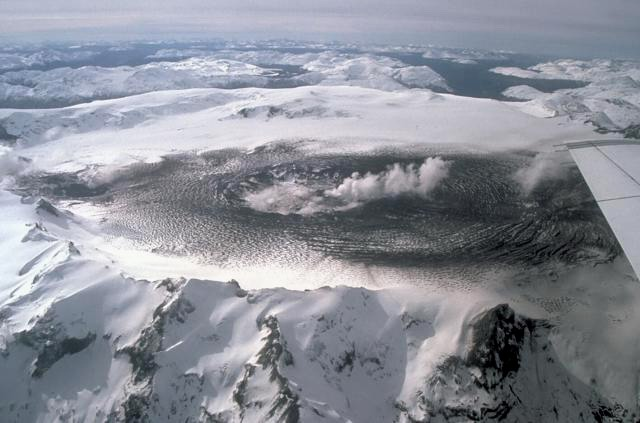
Luftbild vom Vulkan Cerro Hudson

Mit der Carretera Austral kam der langersehnte Aufschwung in die Region. Die Region lebt hauptsächlich von Tourismus, dem Fischfang und der Schafzucht. Im Norden spielt die Forstwirtschaft eine größere Rolle. Es gibt einige Zink- und Gold-Minen in der Region.
Es gibt einen Grenzverkehr mit Argentinien sowie Fährverbindungen nach Puerto Montt. Viele Städte besitzen eigene kleine Flughäfen, um die großen Distanzen zwischen den Orten schneller zu überbrücken.